# NGC 3537
NGC 3537 este o galaxie lenticulară situată în constelația Cupa. A fost descoperită în 7 februarie 1878 de către Ernst Wilhelm Tempel. Se află la o distanță de 115,88 megaparseci de Pământ.